# 로고스

로고스의 그리스어 스펠링

로고스(그리스어: λόγος, logos)는 원래의 뜻은 말, 이야기, 어구이다.

## 철학에서의 로고스
지금은 여러 가지로 쓰인다. 로고스가 없다고 하면 말이 없다고 할 뿐만 아니라 이성(理性)이 없고 통로가 없다는 말이기도 하다. 판단을 인도하는 기준이라고도 할 수 있다.비(比)·비율의 뜻도 있었다.그리스 철학을 일관하는 중요한 개념이다. 헤라클레이토스나 스토아 철학에서는 이법(理法)이란 뜻으로 쓰였다.

## 성서에서의 로고스
90-100년경에 등장한 요한 복음서에서는 '한 처음에 로고스가 있었으니'(요한복음서 1:1)라고 믿음의 고백을 하는데, 여기에서 말하는 로고스는 '하나님의 말씀 즉, 하나님인 예수 그리스도','우주의 근원인 그리스도'를 뜻한다.요한복음서의 이러한 기독론은 예수를 하나님의 아들로 이해한 기존 복음서와 요한 복음서가 다른 점이다.

## 같이 보기
- 파토스 (페이서스라고 발음)